# Ataque al pesquero Junquito de 1985
El ataque al pesquero Junquito de 1985 fue un ataque terrorista del Frente Polisario contra un pesquero español, que tuvo lugar el 20 de septiembre de 1985, en aguas internacionales frente a las costas del Sahara Occidental, en la región de Dajla-Río de Oro, en Marruecos.

## Ataque
El ataque se produjo a una milla y media de la costa, en una de las zonas de mayor peligrosidad de la costa sahariana, dentro del acuerdo de pesca hispano-marroquí, de 1 de agosto de 1983. Tuvo lugar con disparos de una ametralladora de 12.7 mm y una granada anticarro. Falleció durante el ataque el pescador Guillermo Batista. Al rescate acudió la el patrullero Tagomago de la Armada, con base en Las Palmas. Sufrió un ataque por parte del Polisario, que se cobró una víctima mortal. Los otros seis tripulantes del Junquito fueron tomados como rehenes ante el próximo discurso en la Asamblea General de las Naciones Unidas de Felipe González, que tuvo lugar el 26 de septiembre. Ese mismo día se reunieron en Nueva York el ministro de asuntos exteriores Fernández Ordóñez con su homólogo marroquí. Fueron liberados en Adrar (Argelia) el 29 de septiembre de 1985.

## Víctimas
Fue asesinado el contramaestre Guillermo Batista Figueroa, de 63 años, casado y padre de tres hijos.

## Consecuencias
A consecuencia de este ataque, la representación en Madrid de la a República Árabe Saharaui Democrática fue expulsada de España, aunque el gobierno de Felipe González retomó los contactos en 1986.
Hasta 1987 los pesqueros de las islas Canarias continuaron siendo blanco del Frente Polisario, quedando estos impunes judicialmente y sin consecuencias políticas o reparación a las víctimas.